# Jürgen Mossack
Jürgen Mossack (Fürth, 20 maart 1948) is een in Panama gevestigde Duits advocaat, zakenman en medeoprichter van de Panamese dienstverlener Mossack Fonseca.

## Biografie
Jürgen Mossack werd geboren in de Duitse stad Fürth. Hij studeerde rechten aan de Universidad Católica Santa María La Antigua te Panama-Stad. Mossack werkte twee jaar als advocaat te Londen voordat hij terugkeerde naar Panama, om in 1977 een juridisch en zakelijk dienstverlenend bedrijf op te richten. In 1986 vervoegde de Panamese jurist en zakenman Ramón Fonseca het bedrijf en kreeg het bedrijf de naam Mossack Fonseca.